# Église Saint-Éloi d'Arbonne-la-Forêt
L’église Saint-Éloi est un édifice religieux catholique situé à Arbonne-la-Forêt, en France. Il est inscrit aux monuments historiques depuis 1926.

## Situation et accès
L’édifice est situé entre la rue Grande et la rue de la Mairie, au centre d’Arbonne-la-Forêt. Plus largement, il se trouve dans le département de Seine-et-Marne, en région Île-de-France.

## Histoire
L'église, élevée au XIIIe siècle, est remaniée aux XVe et XVIe siècles. 

## Statut patrimonial et juridique
L’église fait l’objet d’une inscription au titre des monuments historiques par arrêté du 18 mars 1926, en tant que propriété de la commune.